# Ernst Bolldén
Ernst Olov Bolldén (28 de septiembre de 1966 - 30 de abril de 2012) fue un jugador de tenis de mesa en silla de ruedas sueco.

## Biografía
Bolldén nació el 28 de septiembre de 1966 en Njutånger, Suecia. Tenía un hermano gemelo y dos hermanos mayores. Quedó paralizado de la cintura para abajo en un accidente en el patio de una escuela en Iggesund en 1979.
En julio de 2011, le diagnosticaron cáncer de vejiga invasivo. Falleció el 30 de abril de 2012. Tenía 45 años.

## Carrera
Representó a Suecia en todos los Juegos Paralímpicos de Verano de 1988 a 2004 donde ganó medallas en tenis de mesa. Estuvo en el equipo sueco ganador del oro en los juegos Paralímpicos de 1996 y ganó una medalla de bronce individual en esos mismos juegos. Sumó otra medalla de bronce en el evento equipo masculino en los Juegos Paralímpicos de Sídney 2000.

## Palmarés

### Juegos olímpicos
- 1996: oro olímpico en silla de ruedas en equipo
- 1996: bronce en silla de ruedas individual
- 2000: bronce en silla de ruedas en equipo

### Campeonatos mundiales
- 1986: medalla de plata en silla de ruedas individual
- 1986: medalla de plata en silla de ruedas en equipo
- 1990: medalla de Oro en silla de ruedas individual
- 1990: medalla de bronce en silla de ruedas en equipo
- 1998: medalla de plata en silla de ruedas en equipo
- 1998: medalla de bronce en silla de ruedas individual
- 2002: WM-medalla de plata en silla de ruedas en equipo
- 2002: WM-medalla de plata en silla de ruedas individual
- 2006: WM-medalla de oro en silla de ruedas individual

### Campeonatos de Europa
- 1991: oro en silla de ruedas individual
- 1995: oro en silla de ruedas individual
- 1995: plata en silla de ruedas
- 1997: oro en silla de ruedas individual
- 1999: bronce en clase abierta de silla de ruedas
- 2003: bronce en silla de ruedas individual
- 2003: bronce en silla de ruedas en equipo
- 2009: bronce en silla de ruedas individual
- 2009: bronce en silla de ruedas

### Otros reconocimientos
- Fue nominado al premio "Atleta con discapacidad del año" 2007 por el atletismo sueco.[5]
- Fue elegido mejor jugador o campeón del mundo en la categoría de hombres en silla de ruedas 2006